# Gnilej
Gnilej (en macédonien Гнилеж) est un village du sud de la Macédoine du Nord, situé dans la municipalité de Novatsi. Le village comptait 5 habitants en 2002.

## Histoire

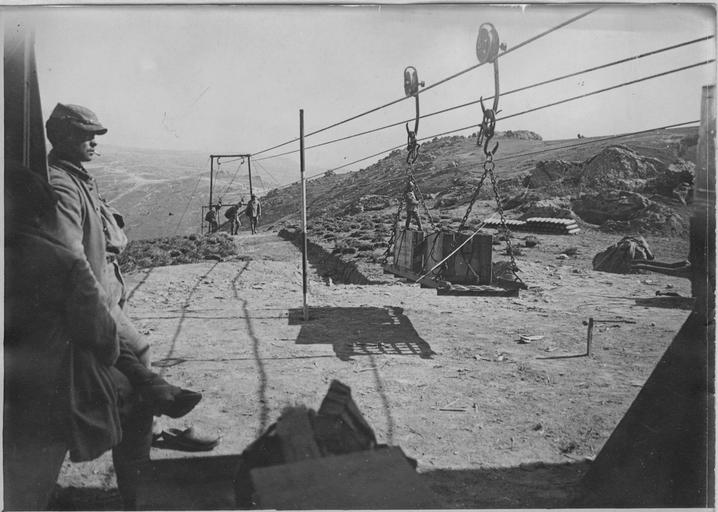
Armée française au col de Cengel, nom sur les cartes de l'époque, mars 1917,
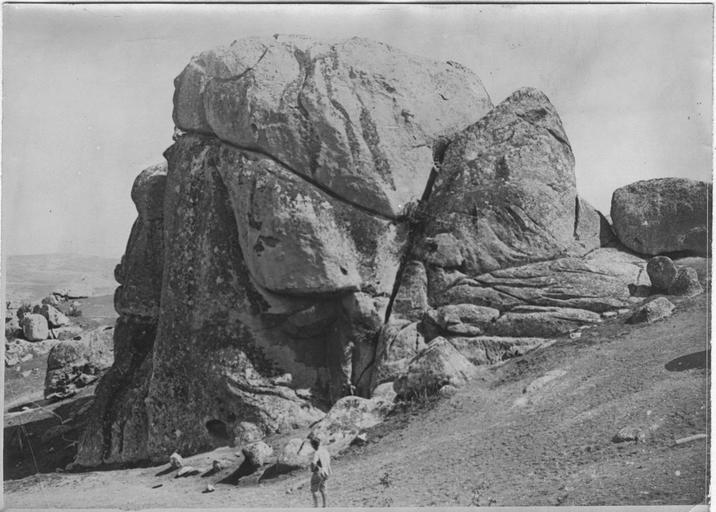
lors de la Bataille de Monastir (1917),
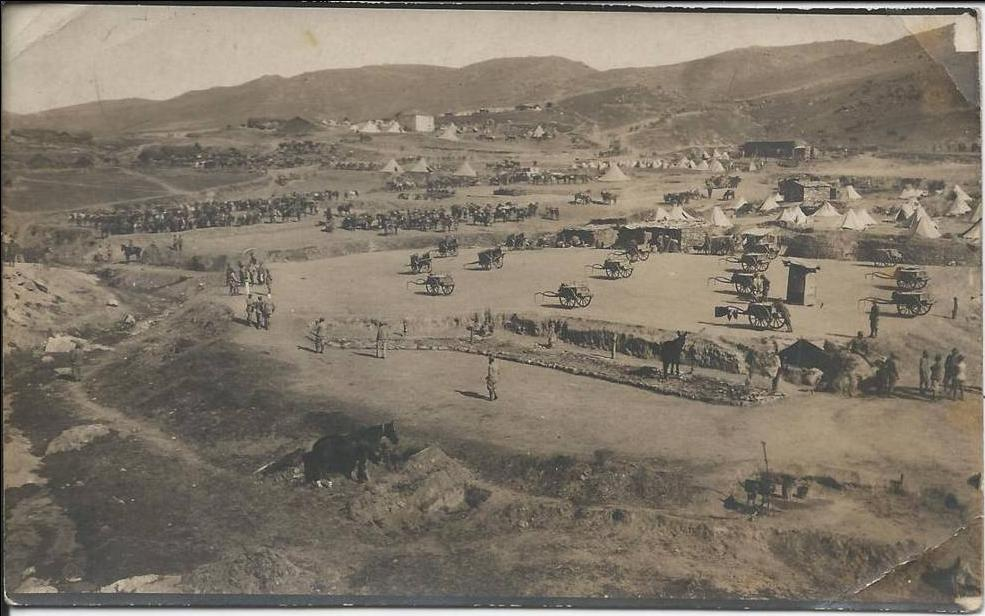
puis italiens en octobre.

## Démographie
Lors du recensement de 2002, le village comptait :
- Macédoniens : 5